# Le P'tit cabaret
Le P'tit cabaret est une émission de variétés présentée sur les ondes de TV5 Québec Canada depuis le 17 juillet 2016. Quatre saisons ont été produites jusqu'à présent et elles sont toutes animées par l'humoriste Mario Tessier et le jeune acteur Iani Bédard. L'émission est aussi disponible sur le service de vidéo à la demande ICI TOU.TV.

## Synopsis
Chaque épisode du P'tit cabaret présente des numéros artistiques produits par de jeunes créateurs âgés entre 6 et 16 ans. Ils varient largement, allant de la danse à la gymnastique en passant par la chanson, les numéros de magie et de cirque. Chaque émission est animée par les maîtres de cérémonie Mario Tessier et Iani Bédard. De plus, un artiste invité de renom est toujours présent afin d'écouter et de conseiller les jeunes performeurs avant de se produire lui-même sur scène à la fin du spectacle. L'émission est enregistrée devant public.

## Épisodes
Chaque épisode est parrainé par un artiste invité.
Saison 1
- Ingrid St-Pierre
- Jean-François Breau
- Kevin Bazinet
- Ève Landry
- Étienne Drapeau
- Brigitte Boisjoli
- Jason Roy Léveillée
- Yann Perreau
- Véronique Claveau
- Émily Bégin

Saison 2
- Marie-Ève Janvier
- Pascal Morissette
- Marilou Morin
- Jonathan Roy (chanteur)
- Les 2Frères
- Vincent Vallières
- Raffy
- Nicolas Ouellet
- Julie St-Pierre
- Fanny Bloom

Saison 3
- Karim Ouellet
- Luc Langevin
- Laurence Nerbonne
- Émile Bilodeau
- Jérôme Couture
- Corneille (chanteur)
- Julie Ringuette
- Éléonore Lagacé
- Annie Villeneuve
- Antoine Gratton

Saison 4
- Nico Archambault
- Rosalie Vaillancourt
- Benoit McGinnis
- Claudia Bouvette
- Pierre-Yves Lord
- Valérie Roberts
- Ludovick Bourgeois
- Mélissa Bédard
- Lennikim
- Andréanne A. Malette